# Michail Arnoldowitsch Blochin
Michail Arnoldowitsch Blochin (russisch Михаил Арнольдович Блохин; * 1908 in Odessa; † 13. Dezember 1995) war ein sowjetischer Physiker.
Blochin lehrte an der Universität in Rostow am Don Physik insbesondere Strahlenphysik. Seine Hauptinteressen lagen auf dem Gebiet der Physik der Röntgenstrahlen, wozu ab 1957 auch deutschsprachige Werke in mehreren Auflagen erschienen. Blochins ursprünglich im Russisch erschienene Arbeiten erschienen auch in Englisch. Es handelt sich hierzu um Standardliteratur, wie die zahlreichen Neu- bzw. Lizenzausgaben verraten. Blochin stellte Gesetzmäßigkeiten in der Absorption von Röntgenstrahlen fest.
Blochin war für die sowjetische Röntgenstrahlenforschung und deren Organisation eine zentral wichtige Persönlichkeit.

## Werke (Auswahl)
- Michail Arnoldovič Blochin: Physik der Röntgenstrahlen, Verlag Technik, Berlin 1957.
- Methoden der Röntgenspektralanalyse, übersetzt von Adolf Kühnel, Verlag B. G. Teubner, Leipzig 1963.
- Methoden der Röntgenspektralanalyse, übersetzt von Adolf Kühnel, Verlag Sagner, München 1964.
- Röntgenspektroskopie des festen Zustands, Leipzig 1965.